# Lebertia needhami
Lebertia needhami är en kvalsterart som beskrevs av Marshall 1943. Lebertia needhami ingår i släktet Lebertia och familjen Lebertiidae. Inga underarter finns listade i Catalogue of Life.